# Ingrid Caven (roman)
Pour les articles homonymes, voir Ingrid Caven et Caven.
Ingrid Caven est un roman de Jean-Jacques Schuhl publié le 7 septembre 2000 et ayant obtenu le prix Goncourt la même année.

## Historique
Ce roman fait référence à la chanteuse Ingrid Caven, qui fut l'épouse de Rainer Werner Fassbinder et l'égérie d'Yves Saint Laurent avant de devenir la deuxième épouse de l'auteur, Jean-Jacques Schuhl.
Le roman reçoit le prix Goncourt, en novembre 2000, grâce notamment au soutien de Philippe Sollers, responsable de l'édition de l'œuvre. Le roman est récompensé au sixième tour de scrutin avec quatre voix des jurés contre trois voix pour Allah n'est pas obligé d'Ahmadou Kourouma, ont également eu des voix Cyclone de Gérard de Cortanze et Métaphysique des tubes d'Amélie Nothomb.

## Résumé
Ce faux roman est une biographie déguisée d'un personnage réel Charles, très proche de l'auteur. Toutes les scènes suggérées sont réputées véridiques.

## Accueil critique
Pour le magazine Les Inrocks il s'agit « d’un livre inattendu, chef-d'œuvre baroque ».

## Éditions
- Ingrid Caven, Éditions Gallimard, 2000  (ISBN 2070759482).
- Ingrid Caven, Coll. « Folio », 2002  (ISBN 978-2070423262)